# Helena Ciak
Helena Ciak (ur. 15 grudnia 1989 w Dunkierce) – francuska koszykarka polskiego pochodzenia, brązowa medalistka olimpijska, wicemistrzyni świata i Europy. Gra również w koszykówkę 3×3.

## Kariera reprezentacyjna
Z reprezentacją kraju wzięła udział w dwóch igrzyskach olimpijskich: w Rio de Janeiro w 2016, gdzie zajęła 4. miejsce i w Tokio w 2021, gdzie Francuzki zdobyły brązowy medal.
Ponadto razem z reprezentacją dwukrotnie zagrała na mistrzostwach świata (w 2014 i w 2018) oraz dwukrotnie zostawała wicemistrzynią Europy (w 2017 i 2021).
Występowała również w reprezentacji Francji w koszykówce 3×3. Jej największym sukcesem w tej konkurencji jest wicemistrzostwo świata w 2012.

## Życie prywatne
Jest córką polskiego koszykarza Piotra Ciaka.